# Епанортоза
Епанортоза је стилска фигура која означава изразиту замену речи. На пример: „Хиљаде, не, милиони!”. Епанортоза као непосредна и изразита само-исправка често прати омашке (било случајно или намерно).

## Етимологија
Реч епанортоза је настала од грчке речи epanórthōsis (ἐπανόρθωσις) „исправљање” (epi- + anorthoun „исправити”; ana- + orthoun „исправити”; orthos „поштено, тачно”).

## Примери
- „Изгледа госпођо! Не, то је; знам да не изгледа.” — Хамлет (1. чин, 2. сцена)